# Argya
Az Argya a madarak osztályának verébalakúak (Passeriformes) rendjébe és a  Leiothrichidae családjába tartozó nem. Egyes szervezetek a Turdoides nembe sorolják ezeket a fajokat is.

## Rendszerezésük
A nemet René Lesson írta le 1831-ben, jelenleg az alábbi fajok tartoznak ide:
- szürke rigótimália (Argya malcolmi[1] vagy Turdoides malcolmi)[2]
- szürkefejű álszajkó (Argya cinereifrons[1] vagy Garrulax cinereifrons)[2]
- vöröses rigótimália (Argya subrufa[1] vagy Turdoides subrufa)[2]
- vékonycsőrű rigótimália (Argya longirostris[1] vagy Turdoides longirostris)[2]
- narancssárga-csőrű rigótimália (Argya rufescens[1] vagy Turdoides rufescens)[2]
- csíkos rigótimália (Argya striata[1] vagy Turdoides striata)[2]
- sárgacsőrű rigótimália (Argya affinis[1] vagy Turdoides affinis)[2]
- vörös rigótimália (Argya rubiginosa[1] vagy Turdoides rubiginosa)[2]
- pikkelymintás rigótimália (Argya aylmeri[1] vagy Turdoides aylmeri)[2]
- iraki rigótimália (Argya altirostris[1] vagy Turdoides altirostris)[2]
- afgán rigótimália (Argya huttoni[1] vagy Turdoides huttoni)[2]
- hosszúfarkú rigótimália (Argya caudata[1] vagy Turdoides caudata)[2]
- vörhenyes rigótimália (Argya fulva[1] vagy Turdoides fulva)[2]
- arab rigótimália (Argya gularis[1] vagy Turdoides gularis)[2]
- csíkos rigótimália (Argya earlei[1] vagy Turdoides earlei[2]
- fehértorkú rigótimália (Argya squamiceps[1] vagy Turdoides squamiceps)[2]